# 門真市立第五中学校
門真市立第五中学校（かどましりつ だいご ちゅうがっこう）は、大阪府門真市の東部に位置する公立中学校。略称「五中」。
門真市立第二中学校より分離し、1973年に開校した。大阪府の中学校としては珍しく学校給食を実施している。生徒急増期にはプレハブ校舎が建設された。

## 沿革
- 1973年4月1日 - 開校
- 1973年5月16日 - 校章制定
- 1973年7月31日 - プール竣工
- 1973年9月21日 - 創立記念日制定
- 1974年8月15日 - 防球ネット竣工（グラウンド東側）
- 1975年1月11日 - 校歌制定
- 1975年2月26日 - 体育館竣工
- 1975年3月11日 - 校旗制定
- 1976年3月 - プレハブ校舎を建設
- 1978年3月 - 校舎（第2期）を増築、プレハブ校舎を撤去
- 1979年4月 - プレハブ校舎を建設
- 1980年10月 - グラウンドを拡張
- 1982年2月 - 校舎（第3期）を増築、プレハブ校舎を撤去
- 1985年3月 - プレハブ校舎を建設
- 1990年3月 - プレハブ校舎を完全解消

## 通学区域
- 門真市立四宮小学校と門真市立北巣本小学校の通学区域全域。
- 門真市立東小学校の通学区域の一部。

## 交通
- 京阪バス 四宮住宅前バス停。
- 京阪本線 萱島駅 南東へ約2.2km。